# Gle Sayeung Ie Lop
Gle Sayeung Ie Lop är en kulle i Indonesien.   Den ligger i provinsen Aceh, i den västra delen av landet, 1 800 km nordväst om huvudstaden Jakarta. Toppen på Gle Sayeung Ie Lop är 169 meter över havet, eller 140 meter över den omgivande terrängen. Bredden vid basen är 1,5 km.
Terrängen runt Gle Sayeung Ie Lop är platt åt sydväst, men åt nordost är den kuperad.Runt Gle Sayeung Ie Lop är det ganska glesbefolkat, med 50 invånare per kvadratkilometer. I omgivningarna runt Gle Sayeung Ie Lop växer i huvudsak städsegrön lövskog.